# Мартинес Борха, Кристиан
Кристиан Мартинес Борха (англ. Cristian Martínez Borja; род. 3 марта 1988 года, Кибдо) — колумбийский футболист, нападающий эквадорского клуба «Универсидад Католика» (Кито).

## Биография
Борха начал профессиональную карьеру в клубе «Патриотас». В 2006 году он дебютировал за клуб в Кубке Мустанга. По окончании сезона Кристиан переехал в Бразилию, где пытался заиграть в клубах «Интернасьонал» и «Можи-Мирин», но дебютировать за них так и не смог. В 2008 году Борха полгода отыграл за «Гуаратингета», а затем перешёл в «СЭР Кашиас» из Серии C. Летом 2010 году он на правах аренды перешёл во «Фламенго». 18 июля в матче против «Атлетико Гоияниенсе» Кристиан дебютировал в бразильской Серии A. В начале 2011 года он вновь был отдан в аренду, его новой командой стала сербская «Црвена Звезда». 5 марта в матче против «Смедерево» Борха дебютировал в чемпионате Сербии. 20 марта в поединке против «Борча» Кристиан забил свой первый гол за «Црвену Звезду». Борха помог клубу дважды стать бронзовым призёром чемпионата и завоевать Кубок Сербии.
Летом 2012 года он вернулся на родину, присоединившись к «Санта-Фе». 29 августа в матче против «Депортиво Пасто» Кристиан дебютировал за новый клуб. 2 сентября в поединке против «Энвигадо» Борха забил свой первый гол за «Санта-Фе». В 2013 году он помог команде завоевать Суперкубок Колумбии, став с четырьмя мячами его лучшим бомбардиром.
Летом 2013 года Борха перешёл в мексиканский «Веракрус». 25 августа в матче против «Толуки» он дебютировал в мексиканской Примере. 1 сентября в поединке против УАНЛ Тигрес Кристиан забил свой первый гол за «Веракрус». В начале 2015 года он на правах аренды перешёл в Лобос БУАП. 11 января в матче против «Атлетико Сан-Луис» Борха дебютировал в Лиге Ассенсо. 17 января в поединке против «Селаи» Кристиан забил свой первый гол за «Лобос». В начале 2016 года он вернулся в «Веракрус». В апреле Борха помог клубу выиграть Кубок Мексики.
Летом 2016 года Борха вернулся на родину, подписав контракт с «Америкой» из Кали. 3 августа в матче против «Итагуи Леонес» он дебютировал в Примере B. В этом же поединке Кристиан забил свой первый гол за «Америку». По итогам сезона Борха помог клубу выйти в элиту. 4 февраля 2017 года в матче против «Рионегро Агилас» он дебютировал за команду на высшем уровне. По итогам сезона он стал лучшим бомбардиром команды, забив 15 мячей.

## Достижения
«Црвена Звезда»
- Обладатель Кубка Сербии: 2011/12

«Санта-Фе»
- Обладатель Суперкубка Колумбии: 2013

«Веракрус»
- Обладатель Кубка Мексики — Клаусура 2016

«ЛДУ Кито»
- Чемпион Эквадора: 2018